# Nokia Lumia 900
Das Nokia Lumia 900 ist ein Smartphone der Lumia-Serie des finnischen Herstellers Nokia, das mit einem größeren Touchscreen und einer Frontkamera als Verbesserung das zuvor erschienene Lumia 800 als neues Nokia-Spitzenmodell ablöste. Es erschien zuerst in den USA mit LTE-Unterstützung, in Deutschland wird jedoch nur der besonders schnelle DC-HSPA+ Modus mit 42 MBit/s unterstützt.
Auf den Geräten ist standardmäßig das Betriebssystem Windows Phone 7.5 von Microsoft vorinstalliert.
Der Nachfolger ist das Nokia Lumia 920.

## Technische Daten
Das Lumia 900 ist nach dem Lumia 800, dem Lumia 710 und dem Lumia 610 das vierte Nokia-Smartphone-Modell mit dem Betriebssystem Windows Phone 7.5 von Microsoft. Das Smartphone, dessen Elektronik in dem aus einem Block gefertigten Polycarbonat-Gehäuse untergebracht ist, verfügt über einen 1400-MHz-Prozessor sowie einen Arbeitsspeicher von 512 MB. Rein optisch ähnelt es stark dem ersten Modell der Serie, dem Lumia 800. Allerdings wartet das Lumia 900 einerseits mit einem etwas größeren 4,3-Zoll-ClearBlack-AMOLED-Touchscreen auf (gegenüber 3,7 beim Lumia 800) sowie bietet es zum anderen eine 1-Megapixel-Kamera auf der Vorderseite. Es unterstützt das russische Satellitennavigationssystem GLONASS im Dualmodus. Erhältlich ist es in den Farben Schwarz, Cyan und Weiß.

## Einführung und Verkauf
Das Lumia 900 wurde am 27. Februar 2012 zusammen mit dem Nokia Lumia 610 auf dem Mobile World Congress 2012 in Barcelona vorgestellt. Der Verkauf in Deutschland begann Ende Mai 2012. Standardmäßig verfügt das Lumia 900 über 16 GB internen Speicher. Mitte Juni 2012 wurde bekannt, dass das Nokia Lumia 900 kein Software-Update auf die neue Version Windows Phone 8 bekommt. Stattdessen erhält es ein Update auf Version 7.8, welches als Feature den erneuerten Startbildschirm von Windows 8 enthält.
Besondere mediale Aufmerksamkeit erhielt das nicht angebotene Update zudem aufgrund der Äußerung einer Mitarbeiterin des Telekom Kundenservice in der sogenannten Feedback-Community des Konzerns, dass die Deutsche Telekom das Gerät aufgrund der fehlenden Upgrade-Fähigkeit nicht in ihr Sortiment aufnehmen wolle. Eine Telekom-Sprecherin bestätigte daraufhin zwar tatsächlich den Fakt der Nichtaufnahme des Smartphones in das hauseigene Portfolio, nannte als Grund dafür allerdings "wirtschaftliche Aspekte".

## Passender Nagellack
Im August 2012 wurde bekannt, dass Nokia im Zuge des Verkaufs der pinken Version des Lumia 900 einen eigenen Nagellack anbietet. Dieser wird von der Firma Duality Cosmetics hergestellt und war ausschließlich an drei Tagen in den US-amerikanischen Großstädten Los Angeles, Dallas und Denver erhältlich. Das Video über die Aktion steht unter dem Titel Go pink with Nokia auf YouTube.